# Эйе-сюр-Сон
Эйе́-сюр-Сон (фр. Heuilley-sur-Saône) — коммуна во Франции, находится в регионе Бургундия. Департамент коммуны — Кот-д’Ор. Входит в состав кантона Понтайе-сюр-Сон. Округ коммуны — Дижон.
Код INSEE коммуны — 21316.

## Население
Население коммуны на 2010 год составляло 301 человек.
| 1962 | 1968 | 1975 | 1982 | 1990 | 1999 | 2010 |
| ---- | ---- | ---- | ---- | ---- | ---- | ---- |
| 333  | 331  | 303  | 267  | 266  | 296  | 301  |

## Экономика
В 2010 году среди 180 человек трудоспособного возраста (15—64 лет) 133 были экономически активными, 47 — неактивными (показатель активности — 73,9 %, в 1999 году было 68,5 %). Из 133 активных жителей работали 124 человека (66 мужчин и 58 женщин), безработных было 9 (5 мужчин и 4 женщины). Среди 47 неактивных 9 человек были учениками или студентами, 26 — пенсионерами, 12 были неактивными по другим причинам.